# Wilhelm Alter junior
Wilhelm Alter (zur Unterscheidung zu seinem gleichnamigen Vater mit junior) (* 11. Juni 1875 in Brieg; † 3. Februar 1943 in Buchschlag) war ein deutscher Psychiater und Politiker (DVP).

## Leben
Alter war der Sohn des Psychiaters Wilhelm Alter senior. Er studierte wie sein Vater Medizin und wurde Psychiater. Wilhelm Alter übernahm die Leitung der Heil- und Pflegeanstalt Lindenhaus am 1. April 1906. Alter trieb die Modernisierungsarbeiten voran und ließ wegen der unzuverlässigen Wasserversorgung nördlich des Maschinenhauses einen Wasserturm aufstellen. Außerdem erhielten alle Häuser Anschluss an ein Telefonnetz und die Kanalisation. Im westlichen Teil entstand eine Kläranlage. Ein wesentliches Verdienst Alters war die Anmietung eines Kolonats im Dorf Entrup, in den auch die Viehzucht mit Ausnahme der Schweinemast ausgelagert wurde. Während des Ersten Weltkriegs boten die Ländereien die Möglichkeit der Arbeitstherapie, aufgrund der landwirtschaftlichen Erträge musste im Lindenhaus kein Patient verhungern. Die Anstalt hatte während des Krieges eine der niedrigsten Sterblichkeitsraten unter den deutschen „Irrenanstalten“. Er wurde mit dem Titel eines geheimen Medizinalrates geehrt. Wilhelm Alter wechselte 1922 an die Düsseldorfer Krankenanstalten.

## Politik
Als Nationalliberaler schloss er sich in der Weimarer Republik der Deutschen Volkspartei an. Für diese war er Spitzenkandidat des Lippischen Wahlverbandes, im Namen der DVP bei der Landtagswahl in Lippe 1919. Er wurde als einziger Abgeordneter für die DVP in den Landtag Lippe gewählt. Am 28. Juni 1920 legte er das Abgeordnetenmandat nieder und Adolf Meier rückte für ihn in den Landtag nach.